# Родригес Ратиньо, Эверсон
Эверсон Родригес Ратиньо (порт. Everson Rodriguez Ratinho; род. 8 июня 1971, Колораду, Парана) — бразильский футболист, футбольный тренер.

## Карьера
Ратиньо начал свою профессиональную карьеру в бразильском клубе «Атлетико Паранаэнсе» в 1991 году, затем в 1992 году переходит в швейцарский «Санкт-Галлен», далее в «Арау», где остается на 3 года.
К началу сезону 1996/97 Ратиньо переходит в немецкий «Кайзерслаутерн», в клуб, который недавно вылетел во Вторую Бундеслиги. Ратиньо становиться основным игроком клуба и вместе с клубом добиваются скорейшего возвращения в высший дивизион. В сезоне 1997/98 закрепляется в основном составе, и в то же время с помощью своей команды добивается сенсационного успеха становясь чемпионом Германии. В «Кайзерслаутерне» Ратиньо будет играть до 2003 года.
В 2003 году Ратиньо переходит в китайский «Гуанчжоу Фули». В следующим году пробует свои силы в Казахстане за столичный «Женис». После неудачных выступлении команды и задержек зарплат, вместе с главным тренером Клаусом Штерком покидают команду. Футбольную карьеру Ратиньо завершает в швейцарском «Люцерне».

## Прочее
В июне 2012 года открывает бразильский ресторан в Кайзерслаутерне.

## Достижения
- Чемпион Германии: 1998
- Чемпион Второй Бундеслиги: 1997